# José Avillez
 (décembre 2021).
Si vous disposez d'ouvrages ou d'articles de référence ou si vous connaissez des sites web de qualité traitant du thème abordé ici, merci de compléter l'article en donnant les références utiles à sa vérifiabilité et en les liant à la section « Notes et références ».
José de Avillez Burnay Ereira, né à Lisbonne le 24 octobre 1979, est un chef de cuisine et entrepreneur portugais.
C’est l'un des chefs les plus réputés du Portugal. Au début de 2012, José Avillez a inauguré le restaurant Belcanto, totalement renouvelé. En 2014, le Belcanto a reçu la deuxième étoile Michelin, ayant été considéré en 2015 comme l’un des meilleurs restaurants du monde par la liste The World’s 50 Best Restaurants, organisée par la revue Restaurant. Actuellement[évasif], il possède plusieurs restaurants à Lisbonne et à Porto. Son type de cuisine, contemporaine et d’inspiration portugaise, lui a déjà apporté plusieurs distinctions nationales et internationales, y compris celle de « Chef de cuisine de l’année », en 2015, délivré par la revue Wine,,.

## Biographie

### Famille
Fils de José Burnay Nunes Ereira (Cascais, 7 novembre 1950), arrière-arrière-petit-fils du 1er Comte de Burnay et de sa femme Maria de Fátima de Miranda de Avillez (Cascais, 13 octobre 1952) elle-même arrière-arrière-petite-fille du 1er Vicomte do Reguengo et 1er Comte de Avillez, frère de Teresa de Avillez Burnay Ereira (Lisbonne, 2 avril 1978), il est marié (2 mai 2015) avec Sofia de Melo e Castro Ulrich (2 mai 1975).

### Carrière
Il obtient un diplôme en Communication d’entreprise par l’Institut supérieur de Communication d’entreprise (ISCEM), avec une thèse consacrée à l’étude de l’identité et de l’image de la gastronomie portugaise, évaluée avec une note de 16 points. Il commence sa carrière dans le restaurant Fortaleza do Guincho, à Cascais. Il travaille avec José Bento dos Santos, à la Quinta do Monte d’Oiro et il suit des séances d’étude avec Maria de Lourdes Modesto, la « mère » de la cuisine traditionnelle portugaise.  
Entre les voyages de stage et de travail, il fréquente les cuisines des grands maîtres mondiaux, comme Alain Ducasse, Éric Frechon et Ferran Adrià.
En 2005, à la suite du travail réalisé et d’un dîner de présentation qu’il prépare à l’Hôtel Le Bristol à Paris, il reçoit le prix « Chef d’Avenir », attribué par l’Académie internationale de la Gastronomie, composée par des représentants de plus de quarante pays dans le monde.
Dans le deuxième semestre de la même année, il intègre l’équipe du restaurant El Bulli à Roses, Barcelone, pour un stage professionnel.
Il est chef exécutif du « Restaurante Tavares » de 2008 à 2011 où en 2009, il est reconnu pour la première fois avec une étoile du Guide Michelin.  

### Restaurants
En septembre 2011, il ouvre un nouveau restaurant, le Cantinho do Avillez, au Chiado, à Lisbonne. En janvier 2012, il inaugure le restaurant Belcanto, qui présente une haute cuisine portugaise. Dans cette même année, il accompagne Anthony Bourdain dans son voyage à Lisbonne pour tourner le programme No Reservations,.
En mars 2013, il ouvre le restaurant Pizzaria Lisboa. En septembre de la même année, il inaugure le Café Lisboa, situé au Largo de São Carlos.  
Il ouvre le bar et restaurant Mini Bar, au Teatro São Luiz en mars 2014, à Lisbonne. En septembre de la même année, il inaugure le Cantinho do Avillez à Porto.
En août 2016, il inaugure le Bairro do Avillez, au Chiado, composé par quatre concepts différents : Mercearia, Taberna, Páteo et Beco.
En mars 2017, il inaugure le Beco – Cabaret Gourmet, inséré dans le Bairro do Avillez, au Chiado, avec le concept de dîner-spectacle.
Il ouvre la Cantina Peruana en juillet 2017, insérée dans le Bairro do Avillez, où il présente les saveurs authentiques de la cuisine péruvienne par la main du chef péruvien de renommée internationale, Diego Muñoz.
En décembre 2017, en acceptant le défi de El Corte Inglés à Lisbonne, il est présent au Gourmet Experience avec trois concepts différents : La Tasca Chic, un restaurant sophistiqué et contemporain avec des saveurs portugaises, le Jacaré, un carnivore végétarien, et le Barra Cascabel, un espace avec les saveurs mexicaines qui résulte d'un partenariat avec le Chef Roberto Ruiz.
Il ouvre le Cantinho do Avillez au Parque das Nações en mai 2018. En juillet 2018, il ouvre le Mini Bar à Porto. En septembre 2018, Cantina Peruana s’est installée dans la Rue de São Paulo.
En mars 2019 il ouvre le restaurant luso-asiatique Rei da China, inspiré dans la nourriture de rue asiatique, en partenariat avec le chef argentin Estanislao Carenzo, expert en gastronomie asiatique.
Toujours en mars 2019, il inaugure son premier projet de restauration international, la Tasca, à l’hôtel 5 étoiles Mandarin Oriental Jumeira, à Dubaï.
En mai 2019, après le succès au Chiado, au Parque das Nações et à Porto, le Cantinho do Avillez ouvre à Cascais.
En janvier 2020, il ouvre le restaurant Canto, qui propose un menu inspiré dans la cuisine portugaise, créé par José Avillez, suivi d’une performance intimiste, programmée par Ana Moura et António Zambujo.

## Distinctions
2019
Le Belcanto est considéré l'un des 50 meilleurs restaurants du monde par la prestigieuse The World's 50 Best Restaurants, en occupant la 42e place.
2018
Le Belcanto occupe la 75e place dans la prestigieuse liste « The World’s 50 Best Restaurants List », organisée par la revue Restaurant.
José Avillez a reçu la plus prestigieuse distinction de l'Académie International de la Gastronomie, le Grand Prix de l'Art de la Cuisine.
2017
Le restaurant Belcanto occupe la 85e position de la liste The World’s Best Restaurants List organisée par la revue Restaurant.
Le Belcanto a été distingué avec la Fourchette d’Or par le guide Boa Cama, Boa Mesa du journal Expresso.  
2016
Le restaurant Belcanto a reçu le prix Condé Nast Traveler International pour le « Meilleur Restaurant International ».
Le guide Boa Cama, Boa Mesa, publié par le journal Expresso, a attribué au Belcanto la Fourchette d’Or.
José Avillez a reçu deux prix  du blog gastronomique « Mesa Marcada » : « Chef de l’Année 2015 » et « Restaurant de l’Année 2015 », attribué au Belcanto.
Le Belcanto a été distingué avec le prix « Restaurant Gastronomique de l’année 2015 », attribué par la revue Wine – A Essência do Vinho.
2015
Le Belcanto est inclus dans la liste The World’s 50 Best Restaurants, organisée par la revue Restaurant, en obtenant la 91e position.
Le Guide Repsol 2015 a distingué le Belcanto avec trois soleils Repsol, et le Mini Bar et le Cantinho do Avillez (Lisbonne et Porto) avec un soleil Repsol.
José Avillez a été distingué avec le prix « Gastronomia David Lopes Ramos 2014 » par la revue Revista de Vinhos.
Il a été distingué avec le prix « Chef de Cuisine de l’Année » par la revue Wine.
Le Belcanto a été distingué avec la Fourchette d’Or par le guide Boa Cama, Boa Mesa, publié par le journal Expresso.
2014
Le Belcanto a été distingué avec deux étoiles Michelin.
Le Belcanto a été distingué avec la Fourchette d’Or par le guide « Boa Cama, Boa Mesa », publié par le journal Expresso.
Il a reçu deux prix du prestigieux blog gastronomique « Mesa Marcada » : « Chef de l’Année 2013 » et « Restaurant de l’Année 2013 », attribué au Belcanto.    
2013
Il est distingué avec le prix « chef de l’Année » par le guide Boa Cama, Boa Mesa, publié par le journal Expresso.
Le Belcanto a été distingué avec la plus haute distinction attribuée aux restaurants, la Fourchette en Platine, par le guide Boa Cama, Boa Mesa, publié par le journal Expresso.
Le Belcanto a été nommé pour la première liste annuelle « Foodie Top 100 Restaurants: Europe, UK & Asia Pacific ».
Le Belcanto a été distingué avec trois soleils Repsol par le Guide Repsol 2014.
2012
Le Belcanto a été distingué avec une étoile Michelin.

## Télévision, radio et presse
Il  présente le programme Combinações ImProváveis (Combinaisons ImProbables), sur la chaîne SIC Mulher, et, avant cela, il est présentateur pendant trois saisons du programme JA ao Lume (« Déjà au Feu »), aussi sur la chaîne SIC Mulher.
Entre 2014 et 2016 il présente un programme à la radio « Manhãs da Rádio Comercial » intitulé O Chef Sou Eu (Le Chef c’est Moi), où il suggère des recettes, partage des astuces de cuisine et parle sur des curiosités gastronomiques.
Il est très souvent invité, comme interviewé et commentateur, par des programmes de télévision et de radio, et il est auteur, toutes les semaines, d’une recette dans la Revista E, revue de l’hebdomadaire Expresso.    

## Livres
En 2006, José Avillez a lancé son premier livre, Um Chef em Sua Casa (Un Chef Chez Vous), qui fut, cette année-là, l'un des livres de cuisine les plus vendus au Portugal, avec plus de 15 mille exemplaires, et lancé aussi au Brésil.  
Il a publié en 2011 Petiscar Com Estilo (Grignoter avec Classe), un livre trilingue qui réunit les recettes des Collations typiques du Portugal. Dans cette même année, il participe dans le livre A Boy After the Sea, de Kevin Snook, avec Heston Blumental, Thomas Keller et Daniel Boulud.  
En 2013, José Avillez revient à l’écrit avec Cantinho do Avillez – Les Recettes, un livre bilingue qui révèle quelques-unes des recettes de son restaurant ayant le même nom.  
Il a publié en 2015, dans une initiative conjointe avec l’hebdomadaire Expresso le livre Receitas Leves (« Recettes légères »).
En 2016, il a publié le livre Combinações ImProváveis, édition bilingue, qui réunit les meilleures recettes du programme de télévision ayant le même titre.
Au-delà des livres publiés à son nom, il a aussi participé dans plusieurs publications, comme le livre Coco, organisé par le chef Ferran Adrià ou « Where Chef’s Eat », écrit par le critique gastronomique Joe Warwick. 